# Karla Monroig
Karla Monroig (Guayama, Portoriko, 5. ožujka 1979.) portorikanska je glumica, model i voditeljica. Najpoznatija je po ulozi Samanthe/Déborah Porter u telenoveli Tajna čokolade.

## Biografija
Karla je već s četrnaest godina bila je prva pratilja na tinejdžerskom izboru za miss, što ju je lansiralo u svijet manekenstva, čime se neko vrijeme i profesionalno bavila. Nakon toga odlučila se baviti glumom te je 2002. dobila svoju prvu ulogu u televizijskoj seriji Más allá del límite. Nakon toga uslijedile su uloge u Inocente de ti, Desiciones i Dueña y señora. Ipak, tek 2007. dobiva prvu značajniju ulogu u telenoveli Tajna čokolade. Uslijedile su i tri značajnije uloge u telenovelama Drugo lice, Anđeo i vrag te Alguien te mira.
Nakon trogodišnje veze, potkraj 2008. u Las Vegasu se potajno udala za portorikanskog pjevača Tommyja Torresa.

## Filmografija
| Godina | Naslov              | Uloga                            | Vrsta      |
| ------ | ------------------- | -------------------------------- | ---------- |
| 2002.  | Más allá del límite | -                                | -          |
| 2004.  | Inocente de ti      | Gloria                           | serija     |
| 2006.  | Dueña y señora      | Adriana / Amanda Soler           | serija     |
| 2006.  | Desiciones          | Luna                             | -          |
| 2007.  | Tajna čokolade      | Samantha Porter / Déborah Porter | telenovela |
| 2008.  | Drugo lice          | Isabel Martínez                  | telenovela |
| 2009.  | Anđeo i vrag        | Virginia Dávila                  | telenovela |
| 2010.  | Alguien te mira     | Matilde Larraín                  | telenovela |